# Basílica Nuestra Señora del Carmen (Montevideo)

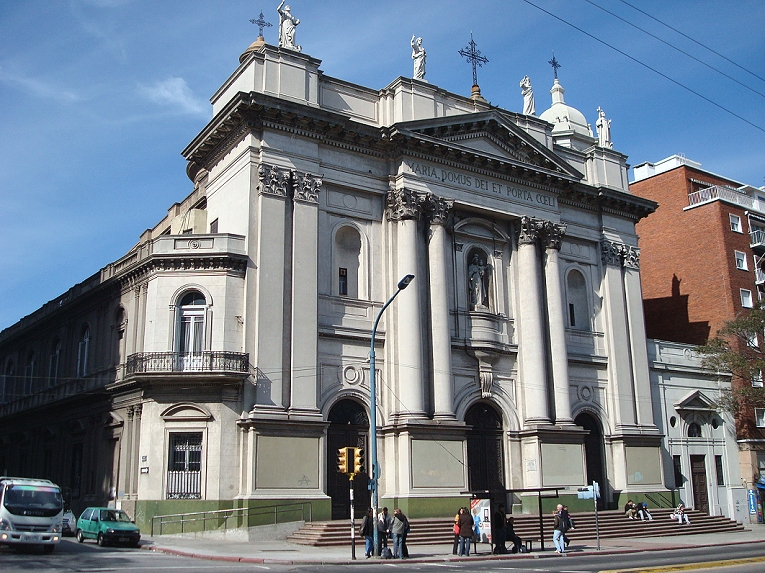
Basílica Nuestra Señora del Carmen

Die Basílica Nuestra Señora del Carmen (Basilika Unserer Lieben Frau auf dem Berge Karmel) ist ein Bauwerk in der uruguayischen Landeshauptstadt Montevideo.
Das 1891 geweihte katholische Kirchengebäude befindet sich im Barrio La Aguada an der Avenida Libertador Brig. Gral. Juan A. Lavalleja, Ecke Venezuela. Als Architekt zeichnete Emilio Turini verantwortlich. Im Jahre 1930 wurde die heutige Fassadengestaltung unter der Leitung der Architekten E. Boix und H. Terra Arocena hergestellt. Die Basílica Nuestra Señora del Carmen war Sitz der Primer Asamblea Nacional Constituyente, der ersten verfassungsgebenden Nationalversammlung.
Seit 1975 ist das Gebäude als Monumento Histórico Nacional klassifiziert.